# Podstenice
Podstenice is een plaats in Slovenië en maakt deel uit van de gemeente Dolenjske Toplice in de NUTS-3-regio Jugovzhodna Slovenija.
In 2022 had Podstenice de laagste bevolkingsdichtheid in Slovenië met slechts 0,08 inw./km².